# Villongo
Villongo – miejscowość i gmina we Włoszech, w regionie Lombardia, w prowincji Bergamo.
Według danych na styczeń 2010 gminę zamieszkiwało 7770 osób przy gęstości zaludnienia 1310 os./1 km².